# Three Creeks (Misuri)
Three Creeks es una villa ubicada en el condado de Warren en el estado estadounidense de Misuri. En el Censo de 2010 tenía una población de 6 habitantes y una densidad poblacional de 0,47 personas por km².

## Geografía
Three Creeks se encuentra ubicada en las coordenadas 38°34′23″N 90°59′34″O / 38.57306, -90.99278. Según la Oficina del Censo de los Estados Unidos, Three Creeks tiene una superficie total de 12.66 km², de la cual 12.37 km² corresponden a tierra firme y (2.25%) 0.28 km² es agua.

## Demografía
Según el censo de 2010, había 6 personas residiendo en Three Creeks. La densidad de población era de 0,47 hab./km². De los 6 habitantes, Three Creeks estaba compuesto por el 100% blancos, el 0% eran afroamericanos, el 0% eran amerindios, el 0% eran asiáticos, el 0% eran isleños del Pacífico, el 0% eran de otras razas y el 0% pertenecían a dos o más razas. Del total de la población el 0% eran hispanos o latinos de cualquier raza.